# Leonard Ochtman

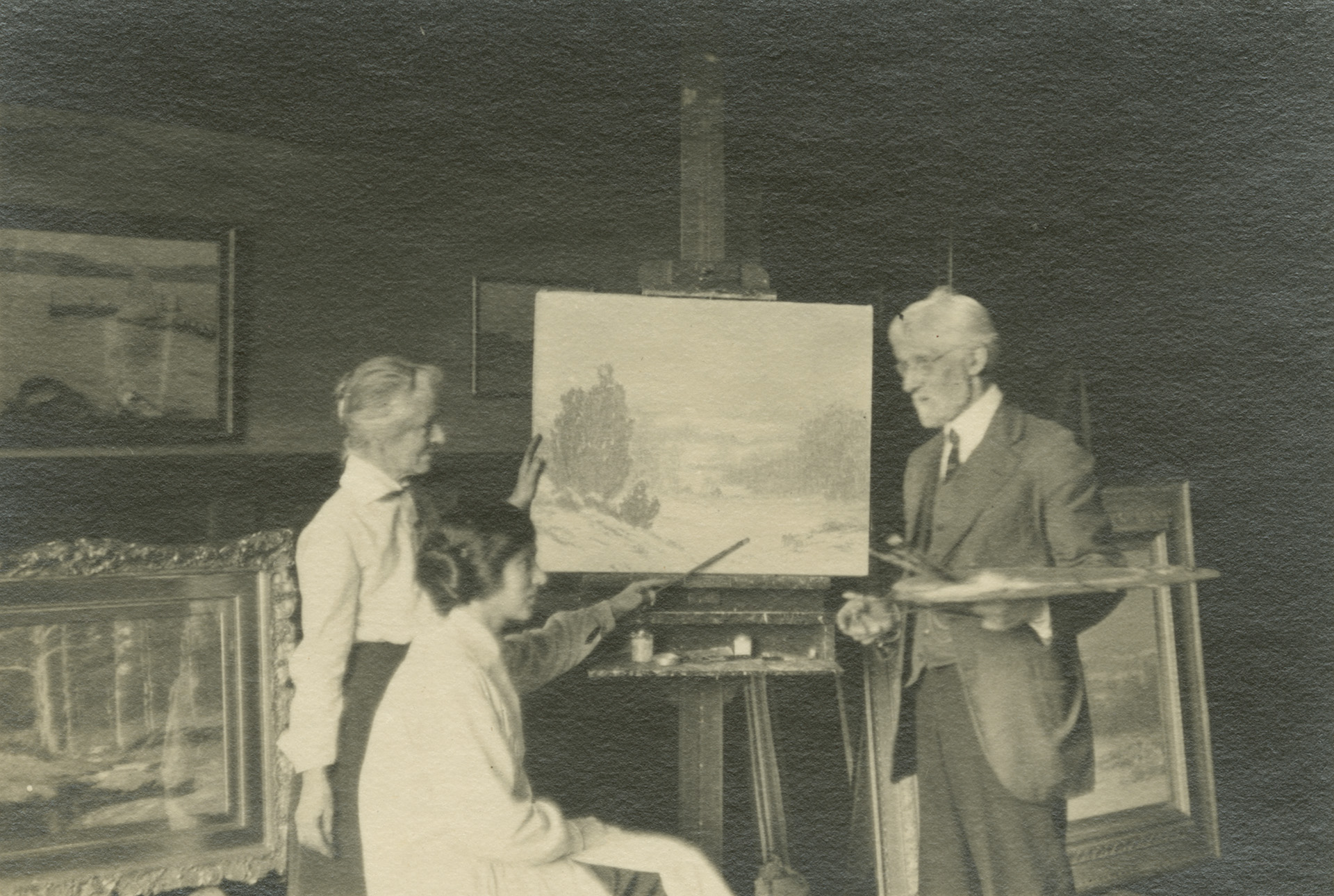
Leonard Ochtman, Mina Fonda Ochtman und Dorothy Ochtman im Atelier in Grayledge, Cos Cob, Connecticut

Leonard Ochtman (* 21. Oktober 1854 in Zonnemaire, Niederlande; † 27. Oktober 1934 in Greenwich, Connecticut) war ein niederländisch-amerikanischer Maler des Impressionismus, der sich auf Landschaftsmalerei spezialisierte. Er war ein Gründungsmitglied der Cos Cob Art Colony und der Greenwich Society of Artists.

## Leben

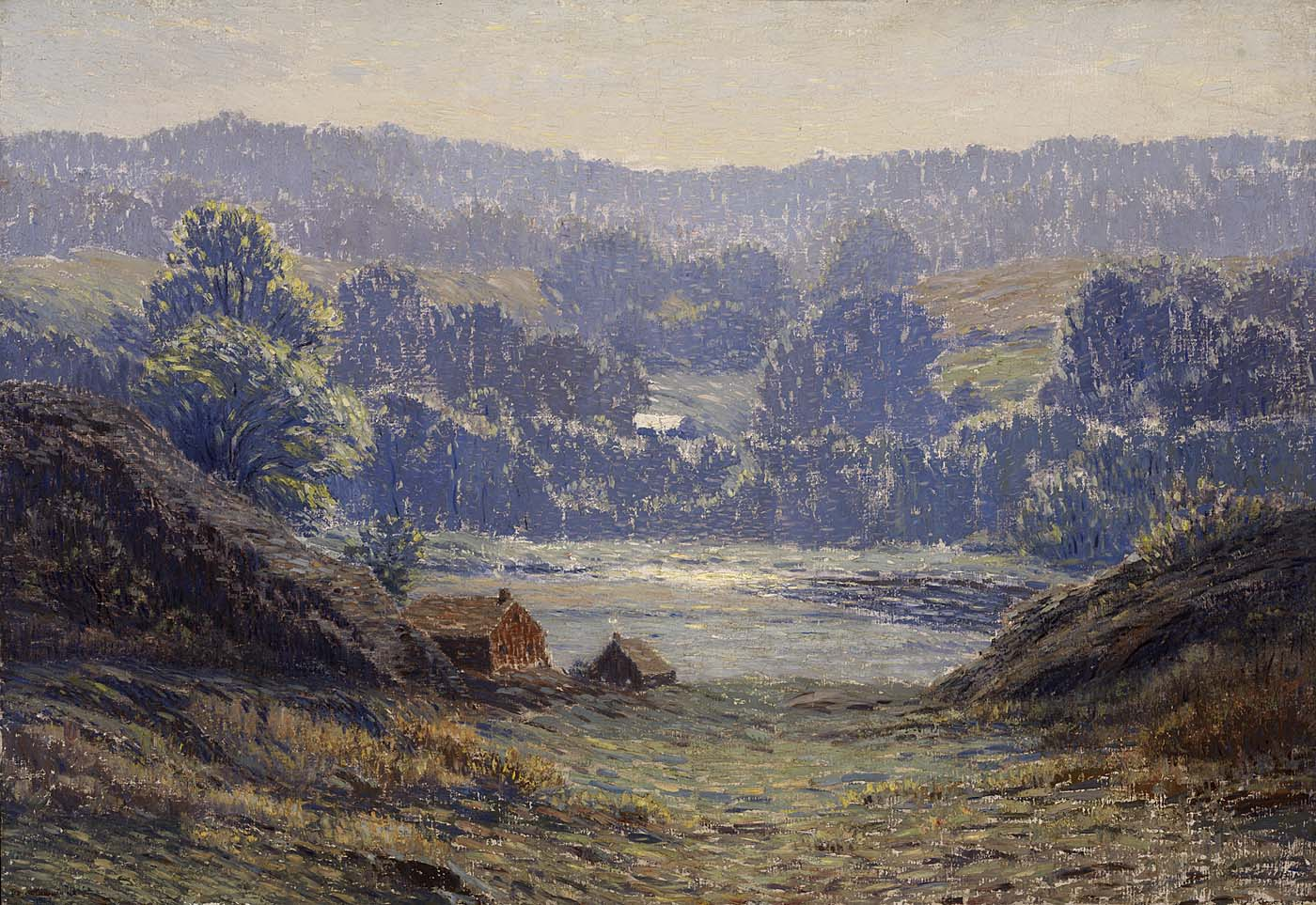
Leonard Ochtman: A Morning in Summer, 1922. Smithsonian American Art Museum

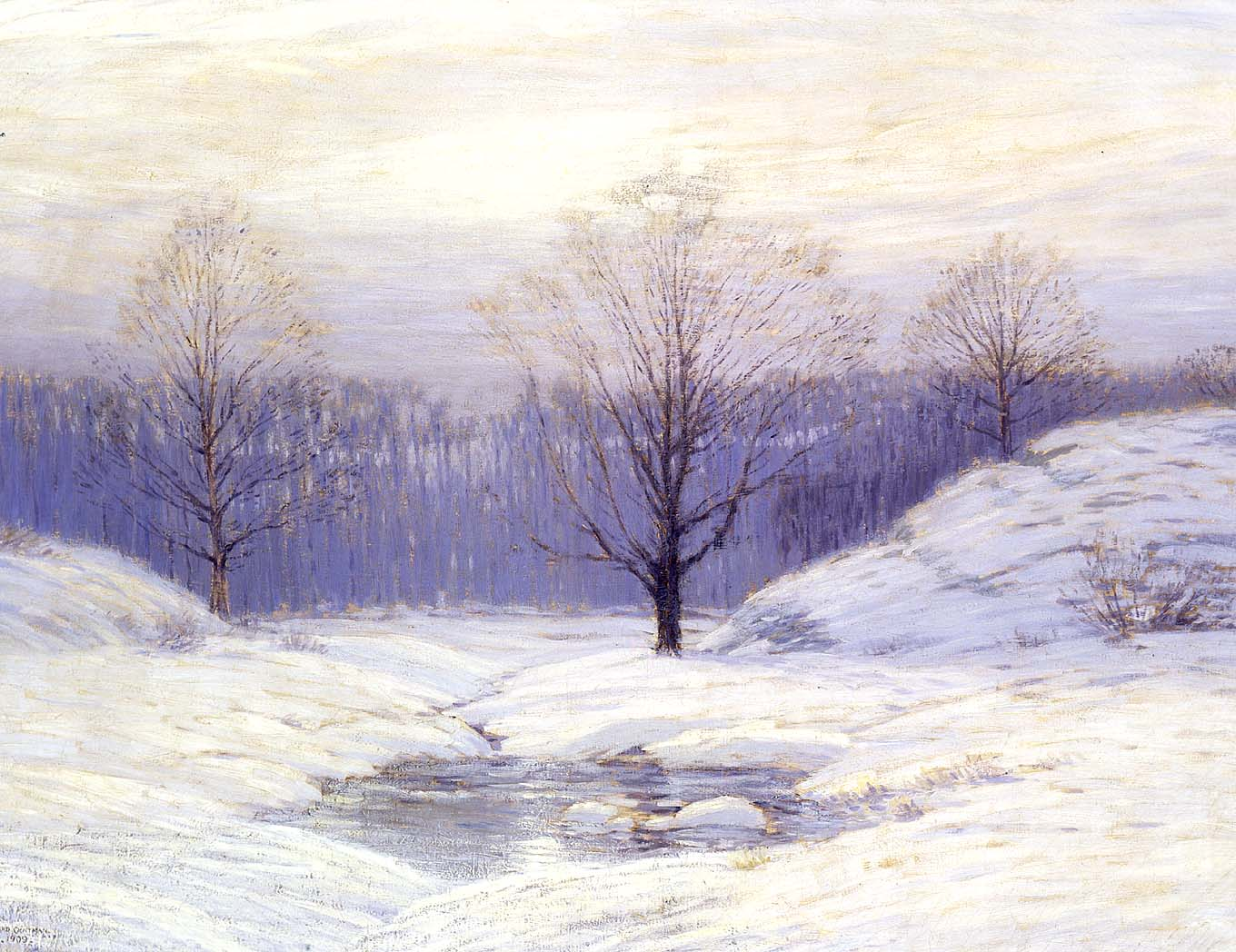
Leonard Ochtman: Morning Haze, 1909. Smithsonian American Art Museum

Leonard Ochtman wurde als Sohn eines Dekorationsmalers in Zonnemaire geboren. 1866 zog seine Familie nach Albany, New York. Dort arbeitete er als Zeichner in einer Holzverarbeitungsfirma. 1879 zog er nach New York City und nahm Kurse an der Art Students League of New York, war jedoch größtenteils Autodidakt. In New York teilte er sich ein Atelier mit dem Maler Charles Warren Eaton und hatte ein Studio im selben Gebäude wie George Inness, ein führender Vertreter des Tonalismus. 1882 begann er, Landschaften in der National Academy of Design auszustellen. Eine Europareise 1886 brachte ihn mit den niederländischen Haager-Schule-Malern Jacob Maris und Anton Mauve in Kontakt, die seinen Stil beeinflussten. 1887 kehrte er nach New York zurück und wurde 1904 zum Mitglied der National Academy of Design ernannt.
1891 zog Leonard Ochtman mit seiner Frau, der Malerin Mina Fonda Ochtman (1862–1924), nach Mianus, Connecticut. Dort waren sie Gründungsmitglieder der Cos Cob Art Colony, zu der Künstler wie John Henry Twachtman und Childe Hassam gehörten. Von ihrem Haus Grayledge aus unterrichtete Leonard Ochtman junge Künstler, die im nahegelegenen Bush-Holley House wohnten. 1912 gründete er zusammen mit dem Bildhauer Edward Clark Potter die Greenwich Society of Artists und das Bruce Museum, wo er als erster Kurator fungierte. Seine Tochter, Dorothy Ochtman (1892–1971), wurde ebenfalls eine anerkannte Stilllebenmalerin. Leonard Ochtman verstarb 1934 in seinem Haus in Greenwich, Connecticut.

## Werk
Leonard Ochtman war bekannt für seine impressionistischen Landschaftsgemälde, die oft Szenen von Long Island Sound und der Landschaft Connecticuts darstellten. Seine Arbeiten zeichnen sich durch subtile Farbnuancen und eine ruhige Atmosphäre aus, beeinflusst sowohl von der Haager Schule als auch vom amerikanischen Tonalismus.